# Tres Palos, Guerrero
Tres Palos är en ort i Mexiko.   Den ligger i kommunen Coahuayutla de José María Izazaga och delstaten Guerrero, i den södra delen av landet, 300 km sydväst om huvudstaden Mexico City. Tres Palos ligger 344 meter över havet och antalet invånare är 129.
Terrängen runt Tres Palos är varierad. Tres Palos ligger nere i en dal. Runt Tres Palos är det mycket glesbefolkat, med 6 invånare per kvadratkilometer. Närmaste större samhälle är Coahuayutla de Guerrero, 16,2 km nordväst om Tres Palos. I omgivningarna runt Tres Palos växer huvudsakligen savannskog.